# ام‌بی‌سی اوری۱
ام‌بی‌سی اوری۱ (انگلیسی: MBC Every 1؛ کره‌ای: MBC 에브리원; 엠비씨 에브리원) یک شبکهٔ تلویزیونی پولی در کره جنوبی است که در برنامه‌های مرتبط با سرگرمی و ورایتی تخصص دارد.

## تاریخچه
ام‌بی‌سی اوری۱ در ۱۵ اکتبر ۲۰۰۷ برای پخش درام‌ها و ورایتی شوها و جایگزین شدن شبکهٔ ام‌بی‌سی موویز، فعالیتش را آغاز کرد. سرویس دی‌ام‌بی (DMB service) از سال ۲۰۰۸ آغاز شد.

## برنامه‌ها
اینها برنامه‌های در حال پخش ام‌بی‌سی اوری۱ است:

### مجموعه تلویزیونی
- لطفاً با آن مرد ملاقات نکن

### ورایتی شو
- ویکلی آیدل
- آیدل شو
- استار شو ۳۶۰
- ویدئو استار
- شو تایم

### برنامه‌سازی ویژه
- جوایز موسیقی ملون (۲۰۱۲–اکنون، پخش همزمان در ام‌بی‌سی میوزیک)[۳]